# Xie Mengyu
Xie Mengyu es una deportista china que compite en lucha libre. Ganó una medalla de bronce en el Campeonato Mundial de Lucha de 2022, en la categoría de 55 kg.

## Palmarés internacional
| Campeonato Mundial | Campeonato Mundial | Campeonato Mundial | Campeonato Mundial |
| Año                | Lugar              | Medalla            | Categoría          |
| ------------------ | ------------------ | ------------------ | ------------------ |
| 2022               | Belgrado (Serbia)  | Medalla de bronce  | 55 kg              |